# Metropolregion Atlanta
Die Metropolregion Atlanta (engl.: Atlanta metropolitan area) ist eine Metropolregion im US-Bundesstaat Georgia. Sie stellt eine durch das Office of Management and Budget definierte Metropolitan Statistical Area (MSA) dar und wird von der Behörde offiziell als Atlanta–Sandy Springs–Roswell, GA Metropolitan Statistical Area bezeichnet.
Die Region umfasst 24 Countys im Nordwesten des Bundesstaates. Sie ist die größte Metropolitan Statistical Area Georgias und das neuntgrößte der Vereinigten Staaten. Den Mittelpunkt des Gebietes stellt die Stadt Atlanta dar.
Zum Zeitpunkt der Volkszählung von 2020 bestand das Gebiet aus 29 Countys und hatte 6.089.815 Einwohner. Im Zuge einer Neudefinition der MSA im Juli 2023 wurde das Gebiet um die sechs Countys Bartow, Cherokee, Cobb, Haralson, Lamar und Paulding reduziert, während das Lumpkin County neu hinzukam.

## Einzelnachweise

Metropolregion Atlanta